# Травнева вулиця (Сіверськодонецьк)
Травнева вулиця — вулиця у Сіверськодонецьку довжиною 1180 метрів. Починається від перетину з вулицею Сметаніна. Перетинає бульвар Незалежності України, вулиці Шкільну, Енергетиків і Гоголя та проспект Хіміків. У неї впирається провулок Агафонова. Закінчується на перетині з вулицею Федоренка. Забудована багатоповерховими житловими будинками.
До 19 січня 2024 року вулиця називалася Першотравневою на честь свята 1 травня.
1. ↑  Розпорядження начальника Сєвєродонецької МВА №47-ВА. Сєвєродонецька міська рада. Процитовано 6 березня 2025.